# Cephalotaxus harringtonia
Espèce
Synonymes
- Cephalotaxus harringtonia 'fastigiata'  (préféré par BioLib)[1]

- Cephalotaxus drupacea

Statut de conservation UICN

 LC  : Préoccupation mineure
Cephalotaxus harringtonia, appelé communément Pin à queue de vache, est une espèce de plantes appartenant à la famille des Cephalotaxaceae.

## Répartition
Les sites naturels se situent dans des forêts de feuillus à des altitudes comprises entre 600 et 1 000 mètres au Japon et en Corée.

## Utilisation
Plante ornementale pour parcs et jardins, notamment Cephalotaxus harringtonia  'fastigiata'  .

## Liste des sous-espèces et variétés
Selon Tropicos (3 août 2022) (Attention liste brute contenant possiblement des synonymes) :
- Cephalotaxus harringtonia subsp. drupacea (Siebold & Zucc.) Silba
- Cephalotaxus harringtonia subsp. hokkaidoensis Silba
- Cephalotaxus harringtonia subsp. koreana (Nak.) Silba
- Cephalotaxus harringtonia var. drupacea (Siebold & Zucc.) Koidz.
- Cephalotaxus harringtonia var. fastigiata (Carrière) Rehder
- Cephalotaxus harringtonia var. harringtonia
- Cephalotaxus harringtonia var. koraiana (Siebold) Koidz.
- Cephalotaxus harringtonia var. nana (Nakai) Rehder, 1941
- Cephalotaxus harringtonia var. sinensis (Rehder & E.H. Wilson) Rehder
- Cephalotaxus harringtonia var. wilsoniana (Hayata) Kitam., 1974